# Partido Socialista Auténtico (Argentina)
El Partido Socialista Auténtico (PSA) es un partido político argentino fundado legalmente en 1982, cuando un sector del Partido Socialista Popular conocido desde 1974 como «Secretaría García Costa», se organizó como partido independiente.

## Historia

### Antecedentes
En 1958, el Partido Socialista -fundado en 1896- se escindió en el Partido Socialista Argentino (PSA) y el Partido Socialista Democrático (PSD). El PSD, liderado por Américo Ghioldi, se caracterizaba por una postura liberal y fuertemente antiperonista. El PSA se caracterizaba por una postura algo más volcada a la izquierda y cierta tolerancia frente al peronismo; allí se ubicaron Alicia Moreau de Justo, Carlos Sánchez Viamonte, Ramón A. Muñiz, Emilio Carreira y José Luis Romero, quienes constituyeron el PSA contando con la adhesión de Alfredo Palacios.
Esta ruptura, la más importante en la historia del partido, se produjo luego del Congreso celebrado en Rosario en 1958. Para el tradicional electorado socialista la confusión fue considerable, pues ambos grupos se identificaron inicialmente como PS (Secretaría Muñiz) y PS (Secretaría Solari). La justicia obligó luego a que ambos grupos se constituyeran como partidos independientes, razón por la cual el primero se llamó Partido Socialista Democrático (PSD) y el segundo Partido Socialista Argentino.
El Partido Socialista Argentino levantó la bandera de su “recuperación para la clase trabajadora” y en 1961 en la Capital Federal obtuvo 315.646 votos que llevaron a la Cámara de Senadores a Alfredo Palacios. Sin embargo, ese mismo año, nuevas disidencias afloraron. La Revolución Cubana y el movimiento obrero, enrolado en el peronismo, actúan para definir las posiciones. Se separa un importante sector del PSA, que constituye el Partido Socialista Argentino de Vanguardia (PSAV), disgregado en 1970. Afectado por grandes divergencias ideológicas y tácticas sus integrantes se dispersan: unos van al peronismo, otros ingresan al Partido Comunista, otros crean el Partido de la Vanguardia Popular y otros se apartan de la actividad política.
En 1965 se produjo una nueva escisión del PSA en dos secretarías a cargo respectivamente de los diputados socialistas Juan Carlos Coral y Jorge Selser.

### Nace el Partido Socialista Popular
Por su parte el PS Argentino (Sec. Jorge Selser), sin haber obtenido su personería como partido nacional, realizó en abril de 1972 una alianza con el Movimiento de Acción Popular Argentino (MAPA) y los grupos Evolución y Militancia Popular; dicho acuerdo dio origen al Partido Socialista Popular, que eligió como secretario general a Víctor García Costa y como secretario del Interior a Guillermo Estévez Boero. 
El PSP sufrió tempranamente su primera escisión cuando el mencionado Jorge Selser y Simón Lázara, entre otros dirigentes conformaron el Movimiento Socialista de Liberación Nacional, que se incorporó al FREJULI impulsado por Juan Domingo Perón. El MSLN se dividió a su vez, dando origen al Partido Socialista Unificado, conducido por Simón Lázara.
Luego de que el Partido Socialista Popular obtuviese su personería como partido nacional, estalló en 1974 un nuevo conflicto entre el sector proveniente del PS Argentino y el sector originario en el MAPA. De esta forma el Partido Socialista Popular quedó dividido en dos organizaciones separadas, conocidas como PSP (Secretaria García Costa) y PSP (Secretaria Estévez Boero), que mantuvieron un pleito judicial hasta 1982 por la representación legal.

### Surge el Partido Socialista Auténtico

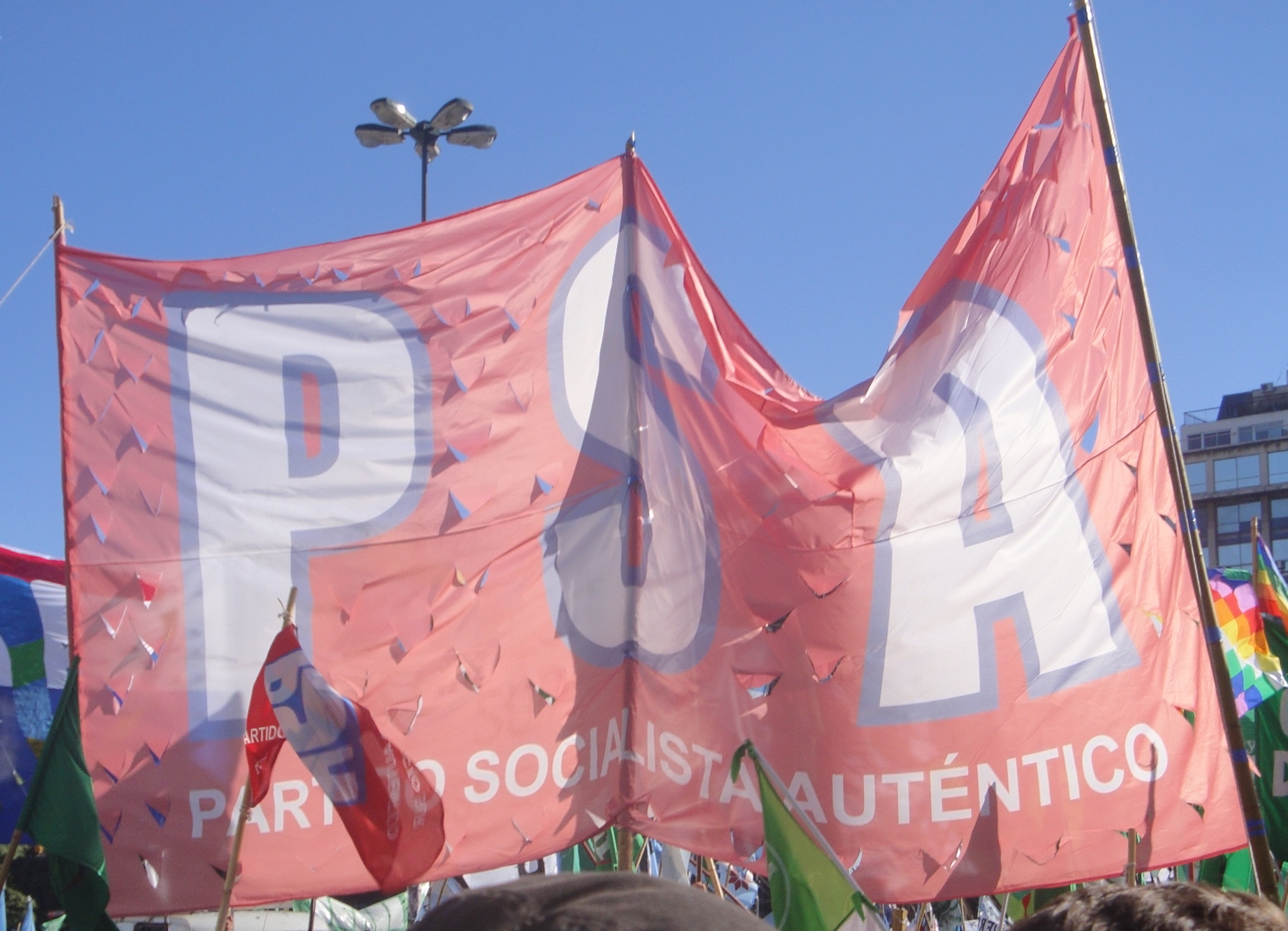
Militantes del PSA durante una manifestación en el Día Nacional de la Memoria por la Verdad y la Justicia.

En 1982 la justicia dictó sentencia definitiva en el juicio iniciado en 1974 entre los dos sectores que se atribuían la representación del Partido Socialista Popular (ex Partido Socialista Argentino), otorgándole la razón a la organización que reconocía como secretario general a Guillermo Estévez Boero. Por ese motivo, el hasta entonces denominado Partido Socialista Popular (Secretaría García Costa), se vio obligada a dejar de usar el nombre partidario y decidió adoptar la denominación de Partido Socialista Auténtico, recuperando la sigla PSA. En dicho año coexistieron cinco partidos socialistas con idéntico origen en el histórico Partido Socialista fundado en 1896: el Partido Socialista Auténtico, el Partido Socialista Popular, el Partido Socialista Unificado, la Confederación Socialista Argentina y el Partido Socialista Democrático. La Confederación Socialista que dirigía la Dra. Alicia Moreau de Justo, había surgido como reagrupamiento de dirigentes y militantes socialistas que habían quedado al margen de las otras estructuras partidarias.
A partir de su aparición el Partido Socialista Auténtico inició una política tendiente a la reunificación de los sectores provenientes del PS Argentino; dichas gestiones terminaron exitosamente en 1984 al realizarse un Congreso de Unidad entre el PS Auténtico, el PS Unificado y la Confederación Socialista Argentina. El PSP se presentó ante la justicia para solicitar la prohibición del congreso, pero su solicitud fue desestimada. En dicho congreso se eligió una conducción nacional que integraban, entre otros dirigentes, Enrique Inda (PSA), Simón Lázara (PSU) y Héctor Polino (CSA). Un sector de la CSA permaneció al margen del acuerdo y se incorporó con posterioridad en 1988, junto con un grupo de dirigentes del PSP de la provincia de Córdoba.
En 1985, Simón Lázara y Héctor Polino suscribieron la llamada Convergencia Programática Nacional con el entonces Presidente Raúl Alfonsín (U.C.R.). Posteriormente Lázara fue candidato a diputado por el radicalismo. Polino permaneció en la Secretaría de Acción Cooperativa de la Nación, afiliándose luego al PS Democrático. Los afiliados provenientes del PSU permanecieron mayoritariamente en el PSA y el distrito Santa Fe, que tramitó su personería jurídica con el nombre de PS Unificado, cambió su aditamento por el de Auténtico, dando sustento a la construcción del PS Auténtico – Orden Nacional.
El PS Auténtico Obtuvo sus primeros reconocimientos, sin oposición, en los distritos de La Pampa, Chubut y Tierra del Fuego. Posteriormente tras vencer numerosas impugnaciones del PS Popular y del PS Democrático, se constituyó como partido nacional en 1989.

### Congreso de 1992
En junio de 1992 el PSA reúne su congreso nacional y aprueba sus nuevos lineamientos políticos mediante el documento titulado “Por un Socialismo Argentino y Latinoamericano” En el documento se dan por agotadas las experiencias del peronismo industrialista de 1946 (destruido por el Menemismo), de la izquierda dogmática soviética (tras la caída del Muro de Berlín), de la socialdemocracia europea trasplantada a América Latina (Alan García – Alfonsín) y de los populismos. En su reemplazo el documento propone rescatar los elementos valiosos de las experiencias pasadas, sumar los nuevos movimientos sociales y enfrentar al neoliberalismo mediante una nueva identidad política: el socialismo latinoamericano. Los triunfos de Lula, en Brasil; Chávez, en Venezuela; el Frente Amplio, en Uruguay; Evo Morales, en Bolivia; Lugo, en Paraguay, entre otros y con sus particularidades, darían testimonio de esta nueva corriente ideológica.

### El Frente del Sur
En las elecciones para Senador de la Nación que se celebraron en 1992 vuelve a plantearse el debate. El Fredejuso intentó una alianza con la Unidad Socialista que había consagrado a Alfredo Bravo como diputado Nacional en 1989, pero los socialistas populares y democráticos la rechazaron. Paralelamente los integrantes del Frente Popular y diversas organizaciones de izquierda se agruparon con la idea de conformar una alianza. Fue entonces que el dirigente del PSA, Emilio Corbiere sugirió ofrecer la candidatura a Senador a Pino Solanas. El cineasta venía de sufrir un sangriento atentado, provocado por matones del menemismo, por asumir la defensa de los recursos naturales y oponerse a la entrega de las Galerías Pacífico. Pino aceptó la propuesta y quedó conformada la alianza “Frente del Sur”. Carlos “Chacho” Álvarez, sin juego político, luego del rechazo de la Unidad Socialista, apoyó, en forma crítica al Frente del Sur. El Frente fue una de las sorpresas de los comicios y en unas elecciones altamente polarizada obtuvo más del 7% de los votos en la Ciudad de Buenos Aires.
El resultado proyectó inmediatamente a Solanas como candidato a diputado nacional por la Capital Federal para las elecciones de 1993. “Chacho” pretendía la misma postulación y actuó hábilmente para lograr un acuerdo que desplazara la candidatura de Solanas a la Pcia. de Buenos Aires. El acuerdo se concretó finalmente con la condición de que Fernando Solanas fuese candidato a Presidente de la Nación, por el conjunto del espacio, en 1995. El Frente del Sur resignó su nombre y la nueva alianza pasó a llamarse Frente Grande. El PSA rechazó el acuerdo con Álvarez y retomó su independencia política.

### Retoma su independencia partidaria
En 1995 el PSA se presentó a elecciones sosteniendo la fórmula presidencial de Mario Mazzitelli y Alfredo Fonseca. Se presenta en solo 4 distritos (Capital, Buenos Aires, Córdoba y Salta) de los 24. Obteniendo 32.174 votos, el 0,2%.
Varios centros socialistas, de la Provincia de Buenos Aires enrolados en el PSP y en el PSD, concurrieron a elecciones con la boleta del Partido Socialista Auténtico, en disconformidad con la política de alianzas desarrollada por sus partidos. Luego de los comicios, algunos de ellos permanecieron en el PS Auténtico.
En el año 1999 el PSA se presenta a las elecciones presidenciales, llevando como candidato a Domingo Quarrachino y Amelia Rearte. La fórmula se presentó en 6 distritos (Capital, Buenos Aires, Córdoba, Entre Ríos, La Pampa y Santa Fe) de los 24. Obteniendo 43.147 votos, el 0,23%.
En 2002 comenzó unas serie de reuniones con los afiliados de base del PSP y el PSD tendientes a reunificar el viejo Partido Socialista. Este esfuerzo fue rápidamente abortado por las dirigencias del PSP y PSD, que realizaron mediante un Congreso en Rosario la unidad de las dos fuerzas, dejando fuera de dicho acuerdo al PSA.
En 2003, la jueza María Servini de Cubría, le otorgó el nombre de Partido Socialista a la fusión de los Partidos Socialistas Popular y Democráticos, no haciendo lugar a los reclamos del PSA; el fallo fue apelado. Ese mismo año se presentan a elecciones presidenciales el PS, llevando el binomio Alfredo Bravo – Rubén Giustiniani (obtuvo el 1,12% de los votos presentándose en todos los distritos electorales) y el Partido Socialista Auténtico Con la Fórmula Mario Mazzitelli – Adrian Camps (0,26 % de los votos emitidos, presentándose en sólo 16 distritos de los 24).
En 2005 llevó como candidato por la Capital Federal al exdiputado del “grupo de los ocho” Luis Brunati.

## Movimiento Proyecto Sur
Para las elecciones de 2007 el PSA y Fernando Solanas, con el auspicio de Luis Brunati, inician conversaciones para que Solanas se presente como candidato a Presidente con la boleta del PSA. El acuerdo se extiende al “Partido Buenos Aires para Todos” conducido por Claudio Lozano. En la Capital Federal se conforma la alianza Proyecto Sur (PSA – Bs. As. para Todos). En el resto del país, salvo Córdoba, el acuerdo se presentó con la boleta presidencial del PSA.
Trabajando contra reloj, con recursos económicos escasos, sorteando las trabas de los juzgados, sin poder presentar la boleta en seis provincias, la lista 30 de Pino Solanas superó a aparatos gigantescos, como los de López Murphy y Jorge Sobish, colocándose en el quinto puesto entre los candidatos a Presidente de la Nación. En la Capital Federal, la alianza superó el 7% de los votos para las categorías legislativas, incorporando a Claudio Lozano como diputado de la Nación.
En 2009, luego de dos años de funcionamiento, la alianza se mantiene unida e incorpora a su espacio al SI (Solidaridad e Igualdad). El desafío mayor se da en la Ciudad de Buenos Aires, donde la alianza Proyecto Sur presenta la candidatura de su principal referente, “Pino” Solanas encabezando la lista de Diputados Nacionales. Los analistas políticos preveían una derechización del electorado, mayoritariamente opositor al kirchnerismo, y acuciado por la inseguridad y la caída de la actividad económica. Pero el 28 de junio de 2009, el espacio logra instalarse como segunda fuerza al obtener el 24% de los votos incorporando cuatro diputados nacionales y 8 legisladores. De los cuales dos son del PSA: Jorge Selser y Adrián Camps.
En la Provincia de Santa Fe. el Movimiento Proyecto Sur va a elecciones con la lista 30 del PSA. Como primer candidato a diputado va Carlos del Frade, periodista y referente del PSA, como senador Jorge Contestí, exferroviario e impulsor de la campaña "Tren para todos". Y en Rosario como primer candidato a Concejal es elegido Alberto Cortés del PSA. Este último logra ingresar al consejo deliberante de Rosario.
En la Provincia de Bs. As. el PSA es impugnado por la justicia electoral, y no logra presentarse a elecciones.

## Elecciones 2015, apoyo a Stolbizer
En las elecciones nacionales de 2015, el Partido Socialista Auténtico decidió apoyar a Margarita Stolbizer, de la coalición Progresistas, junto a los partidos GEN, Libres del Sur, PODES y Partido Socialista.

## Elecciones legislativas de 2017
En las elecciones legislativas de 2017, el Partido Socialista Auténtico presentó su propia lista  de precandidatos para las elecciones primarias, lideradas por Adrián Camps en la lista de diputados nacionales y Mario Mazzitelli para la legislatura porteña. La fórmula obtuvo 5.530 votos equivalentes al 0,29% del padrón y no accedió a las elecciones generales por no superar el mínimo de 1,5% exigido por la ley.

## Resultados electorales

### Elecciones presidenciales
|  | 0,00 % |

|  | 0,00 % |

|  | 0,18 % |

|  | 0,23 % |

|  | 0,26 % |

|  | 1,58 % |

|  | 0,85 % |

|  | 2.51 % |

### Elecciones a la cámara de diputados
|  | 0,01 % |

|  | 0,01 % |

|  | 0,00 % |

|  | 0,01 % |

|  | 1,33 % |

|  | 1,27 % |

|  | 2,96 % |

|  | 0,41 % |

|  | 1,11 % |

|  | 1,52 % |

|  | 0,41 % |

|  | 0,35 % |

|  | 1,80 % |

|  | 2,64 % |

|  | 0,91 % |

|  | 2,91 % |

|  | 2,52 % |

|  | 4,45 % |

|  | 2,54 % |

|  | 0,35 % |

|  | 2,35 % |

### Elecciones al senado
|  | 0,66 % |

|  | 0,07 % |

|  | 2,98 % |

|  | 0,85 % |

|  | 10,03 % |

|  | 1,45 % |

|  | 9,02 % |

|  | 2,04 % |

|  | 1,16 % |